# The Carrier Pigeon
The Carrier Pigeon è un cortometraggio del 1911. Non si conosce il nome del regista. Il film fu interpretato da Alice Joyce, George Melford e Frank Lanning.

## Produzione
Il film fu prodotto dalla Kalem Company.

## Distribuzione
Distribuito dalla General Film Company, il film - un cortometraggio in una bobina - uscì nelle sale il 24 maggio 1911.